# نوپسرها پاراروفیپنیس
نوپسرها پاراروفیپنیس یک گونه سوسک از خانوادهٔ سوسک‌های شاخک‌دراز است. استفان فون برونینگ در سال ۱۹۷۸ این گونه را توصیف و بررسی کرد.